# Radar Doppler

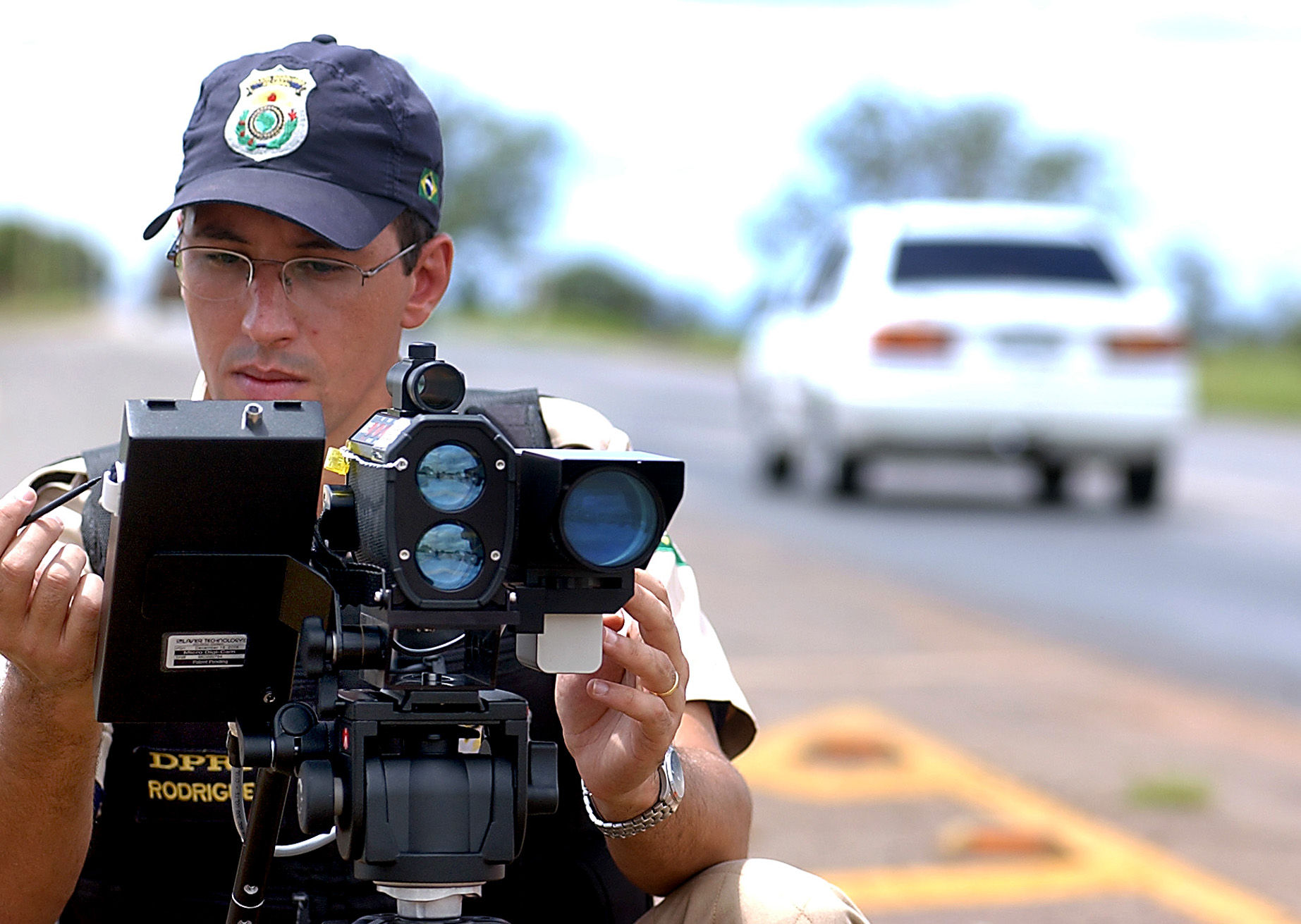
Radar usado pela Polícia Rodoviária Federal no Brasil

Efeito Doppler

O Radar Doppler utiliza como princípio o Efeito Doppler, a fim de medir velocidades, detectar presença de objetos, identificar fenômenos meteorológicos e os seus níveis de intensidade.
O radar era de uso exclusivo militar até a 2ª Guerra Mundial, quando passou a ser vendido e utilizado em outras atividades. Ele funciona baseado na análise da onda que foi emitida. Para verificar o Efeito Doppler é preciso que o alvo tenha uma componente radial da velocidade relativa ao radar, de forma que esse movimento indicará uma variação de freqüência emitida pela fonte.
O Radar emite um sinal de rádio contínuo que permite que o radar diferencie os objetos que estão parados daqueles que estão em movimento. Esse radar pode ser utilizado, por exemplo, para medir a velocidade de um determinado objeto e indicar a sua localização, de modo que ele é largamente utilizado na fiscalização de trânsito.
O Radar Doppler é o tipo mais utilizado de radar meteorológico que atualmente são de extrema importância para o monitoramento atmosférico. Ele também é empregado, por exemplo, na agricultura, no tráfego aéreo e na previsão do tempo. As informações coletadas pelo radar auxiliam os meteorologistas no diagnóstico antecipado de catástrofes naturais.

## Conceito

### Efeito Doppler
Efeito Doppler é um fenômeno físico observado em ondas emitidas ou refletidas por uma fonte. Ele é percebido, por exemplo, ao se escutar o som da sirene de uma ambulância que passa por um observador. A medida que a ambulância se aproxima o tom vai se tornando cada vez mais agudo, e quando se afasta se torna mais grave. O que acontece é que percebemos uma frequência relativa, que não é a mesma frequência com que a onda foi emitida. 

### Frequência
A frequência observada por ser descrita, tal que: 
{\displaystyle f_{o}=f_{f}{\frac {v+v_{o}}{v+v_{f}}}\,}
Onde:
- {\displaystyle f_{o}} é a frequência percebida pelo observador;
- {\displaystyle f_{f}} é a frequência emitida pela fonte;
- {\displaystyle v} é a velocidade no meio;
- {\displaystyle v_{o}} é a velocidade do observador em relação ao meio;
- {\displaystyle v_{f}}é a velocidade da fonte em relação ao meio.

### Velocidade Radial
{\displaystyle v_{\text{radial}}=v_{\text{f}}\cdot \cos {\theta }}
Onde,
- {\displaystyle {\theta }}  é o angulo que entre o observador e a fonte.

- {\displaystyle v_{f}} é a velocidade da fonte em relação ao meio.